# Strigno
Strigno település Olaszországban, Trento megyében. 

## Népesség
A település népességének változása: